# James Pender
Sir James Pender, 1. Baronet (* 28. September 1841; † 20. Mai 1921) war ein britischer Politiker und Unternehmer sowie Regattasegler (englisch yachtsman).

## Leben
Geboren als ältester Sohn des schottischen Politikers und Unternehmers John Pender (1816–1896), eines Pioniers der elektrischen Telegrafie, engagierte auch er sich im Telegrafengeschäft. Darüber hinaus war er ein erfolgreicher Regattasegler. Von 1895 bis 1900 war er als Mitglied der Conservative Party Abgeordneter im House of Commons für den Wahlkreis Mid Northamptonshire. Beim Wiederwahlversuch im Jahr 1900 unterlag er dem liberalen Kandidaten Charles Spencer, den er zuvor bei der Wahl im Jahr 1895 besiegt hatte.
Am 3. September 1897 wurde ihm der Adelstitel eines Baronets verliehen. Dieser erlosch mit seinem Tod. Wie sein Vater wurde Sir James Pender 79 Jahre alt und wurde auf demselben Kirchfriedhof All Saints Churchyard in Foots Cray bestattet.